# 1043 Beate
1043 Beate è un asteroide della fascia principale del diametro medio di circa 31,6 km. Scoperto nel 1925, presenta un'orbita caratterizzata da un semiasse maggiore pari a 3,0943948 UA e da un'eccentricità di 0,0465021, inclinata di 8,92354° rispetto all'eclittica.
L'origine del suo nome è sconosciuta.